# Dhariwal
Dhariwal è una città dell'India di 18.706 abitanti, situata nel distretto di Gurdaspur, nello stato federato del Punjab. In base al numero di abitanti la città rientra nella classe IV (da 10.000 a 19.999 persone).

## Geografia fisica
La città è situata a 31° 57' 15 N e 75° 19' 9 E e ha un'altitudine di 252 m s.l.m..

## Società

### Evoluzione demografica
Al censimento del 2001 la popolazione di Dhariwal assommava a 18.706 persone, delle quali 9.757 maschi e 8.949 femmine. I bambini di età inferiore o uguale ai sei anni assommavano a 1.853, dei quali 1.031 maschi e 822 femmine. Infine, coloro che erano in grado di saper almeno leggere e scrivere erano 13.843, dei quali 7.619 maschi e 6.224 femmine.